# AVS (zawieszenie)
AVS - Adaptive Variable Suspension - stosowany przez firmę Lexus system aktywnego zawieszenia pojazdu o dynamicznie regulowanej charakterystyce amortyzatorów, zapewniający poprawę stabilności nadwozia i stateczności prowadzenia samochodu.
Na podstawie danych z czujników, m.in. akcelerometru, czujnika żyroskopowego, czujnika prędkości i czujnika położenia kierownicy, system steruje wielopołożeniowymi zaworami elektromagnetycznymi, regulującymi siłę tłumienia amortyzatorów każdego z kół. W ten sposób jest w stanie przeciwdziałać np. przechylaniu się nadwozia na zakrętach czy pochylaniu jego przodu (tzw. „nurkowaniu”) przy hamowaniu, a jednocześnie zachowuje niezbędną podatność zawieszenia w czasie jazdy po wybojach. System jest również w stanie wykrywać i eliminować rezonans masy nieresorowanej podczas jazdy po tzw. „pralce”, a także wspomaga działanie aktywnego systemu bezpieczeństwa Lexus Safety System +, usztywniając zawieszenie w razie awaryjnego hamowania.
System AVS jest dostępny w większości aut Lexusa, w tym w nowych modelach UX, ES i RC, a od końca 2016 r. stanowi wyposażenie standardowe modeli GS F i RC F.